# Cascádia
Cascádia (em inglês, Cascadia) é o nome proposto para um estado independente e soberano que seria formado pela união da província canadense da Colúmbia Britânica e dos estados americanos de Washington e Oregon (e às vezes partes do norte da Califórnia, do Idaho, ou do Alasca) depois de separar-se dos seus governos federais respectivos. O nome vem da Cordilheira das Cascatas que cruza a região.
O país ou região proposto consistiria em grande parte da província canadense da Colúmbia Britânica e dos Estados americanos de Washington e Oregon. Incluindo todas as partes da região da Cascadia se estenderia da costa do Alasca ao norte até o norte da Califórnia no sul, e para o interior para incluir partes de Idaho, Montana, Nevada, Utah, Wyominge Yukon. Defensores mais conservadores propõem fronteiras que incluem a terra a oeste da crista de Cascade Range, e o lado ocidental da Colúmbia Britânica.
Medida apenas pela combinação das estatísticas atuais de Washington, Oregon e Colúmbia Britânica, Cascadia abrigaria pouco mais de 16 milhões de pessoas (16 029 520), e teria uma economia gerando mais de US$ 675 bilhões em bens e serviços anualmente. número aumentaria se partes do norte da Califórnia, Idaho e do Sul do Alasca também fossem incluídas. Por área terrestre Cascadia seria o 20º maior país do mundo, com uma área de terra de 534 572 m² (1 384 588 km2) ficando atrás da Mongólia e à frente do Peru. Sua população seria semelhante em tamanho ao do Equador, Zâmbia, Camboja ou Países Baixos.